# TIOBE Programming Community Index

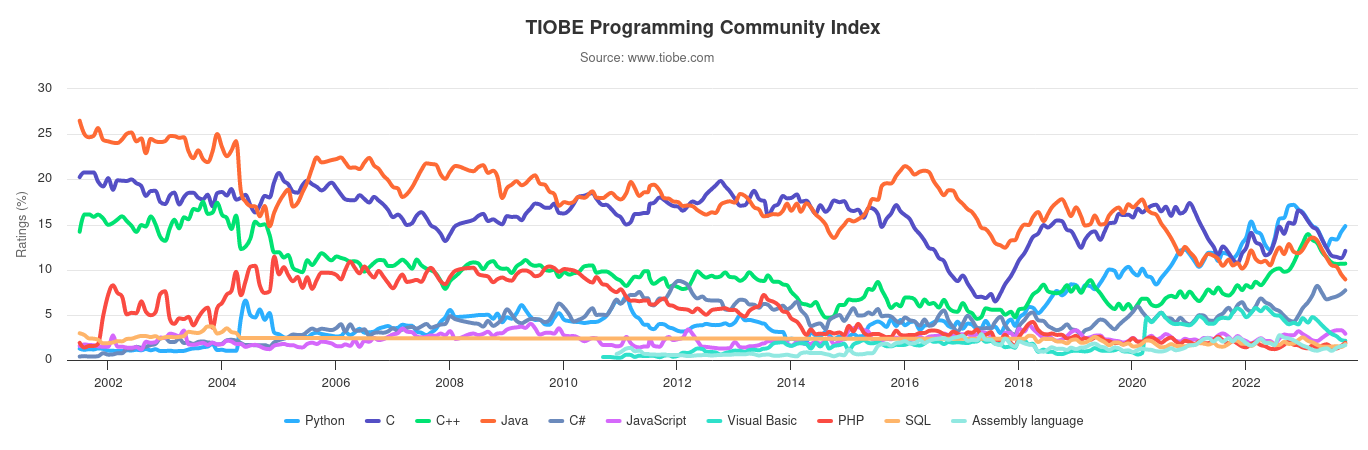
Grafico dell'indice TIOBE dal 2002 al 2023

Il TIOBE Programming Community Index, in breve TPC Index, è un indicatore della popolarità dei linguaggi di programmazione, la classifica è compilata grazie ai dati ricavati dai tre motori di ricerca Google, MSN e Yahoo! valutando la disponibilità mondiale di esperti programmatori, corsi a tema e i fornitori terze parti.
TIOBE, acronimo di The Importance Of Being Earnest (di Oscar Wilde), è una compagnia olandese fondata nell'anno 2000 che si annuncia come "The coding standard company" e si propone in qualità di consulente per il rispetto degli standard nella programmazione. Gli organizzatori del TPC Index fanno sapere che la loro classifica non può e non vuole indicare il linguaggio di programmazione migliore e neppure il linguaggio con il quale sono scritte il maggior numero di linee di codice.
La classifica riguarda i primi 50 linguaggi ed è aggiornata mensilmente.
Ad agosto 2023 la classifica, nelle prime 5 posizioni (con punteggio), vede nell'ordine:
1. Python - rating 13.33%
2. C - rating 11.41%
3. C++ - rating 10.63%
4. Java - rating 10.33%
5. C# - rating 7.04%

A seguire, attualmente (agosto 2023) in questo ordine:
- JavaScript
- Visual Basic
- PL/SQL
- Assembly
- PHP
- Scratch
- Go
- MATLAB
- Fortran
- COBOL
- R
- Ruby
- Swift
- Rust
- Julia